# Xã Avery, Quận Humboldt, Iowa
Xã Avery (tiếng Anh: Avery Township) là một xã thuộc quận Humboldt, tiểu bang Iowa, Hoa Kỳ. Năm 2010, dân số của xã này là 256 người.